# Schubrosette

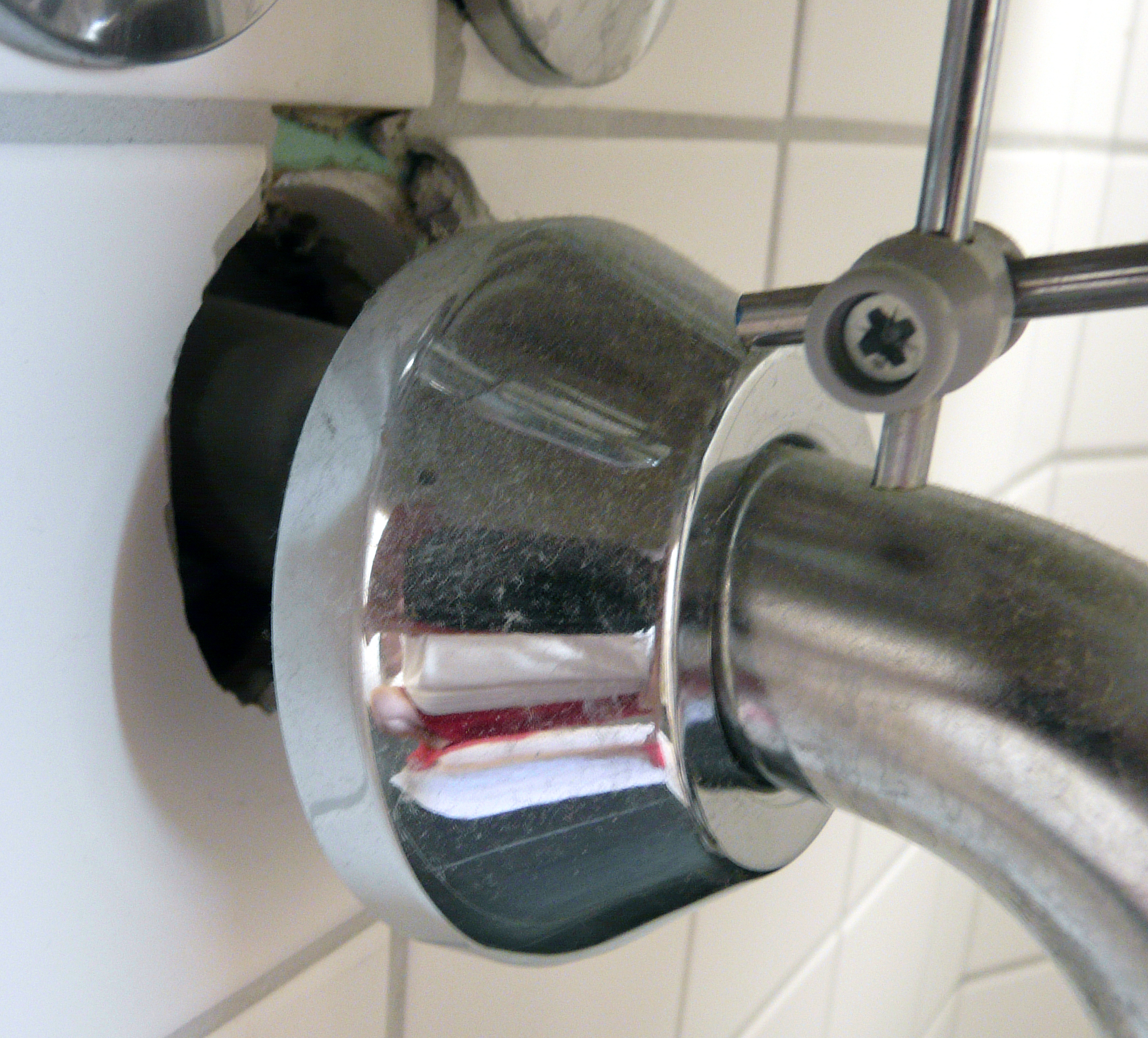
Verchromte Schubrosette unter einem Waschbecken

Eine Schubrosette dient der Verkleidung eines Rohres, das aus einer Wand kommt. Benutzt wird die Schubrosette hauptsächlich bei der Wasserinstallation. Sie dient vor allem der Verschönerung der Rohraus- bzw. -eintrittsstelle an der Wand. Schubrosetten sind häufig aus Kunststoff und in vielen Farben erhältlich oder auch verchromt.
Es gibt ähnliche verschiebliche Rosetten an Deckenleuchten, um die Aufhängung und die elektrischen Verbindungen damit abzudecken.